# La Petite-Pierre
La Petite-Pierre [la pətit pjɛʁ] (deutsch Lützelstein) ist ein Dorf und eine Gemeinde mit 612 Einwohnern (Stand 1. Januar 2021) im französischen Département Bas-Rhin in der Europäischen Gebietskörperschaft Elsass und in der Region Grand Est. Die Gemeinde gehört zum Arrondissement Saverne und zum Gemeindeverband Hanau-La Petite Pierre.

## Geographie
Das Gebiet der Gemeinde La Petite-Pierre ist Teil des Naturparks Nordvogesen. Nachbargemeinden sind im Nordosten Zittersheim und Erckartswiller, im Osten Weiterswiller, im Südosten Neuwiller-lès-Saverne, im Südwesten Eschbourg, im Westen Lohr und im Nordwesten Petersbach, Struth und Hinsbourg.
Das Dorf La-Petite-Pierre liegt circa 15 Kilometer nördlich von Zabern und circa 30 Kilometer südwestlich von Bitsch und ist aus einer die Burg Lützelstein umgebenden Siedlung hervorgegangen. Die Burg lag äußerst markant am Ende eines Bergsporns, der weit ins Tal hervorragt und so einen der wichtigsten Pässe der Nordvogesen überwachte, der das Elsass mit Lothringen verband.

## Geschichte

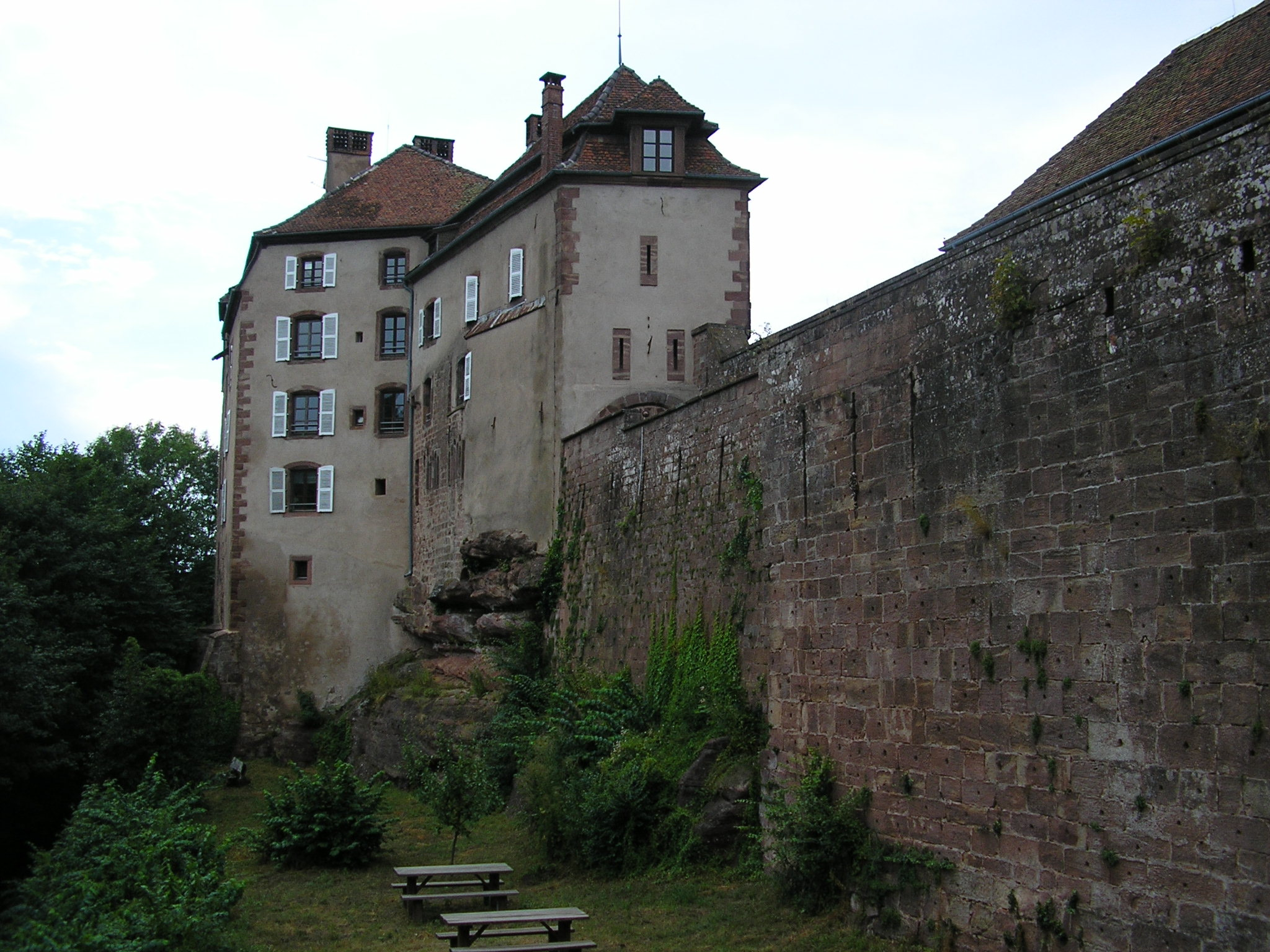
Burg Lützelstein

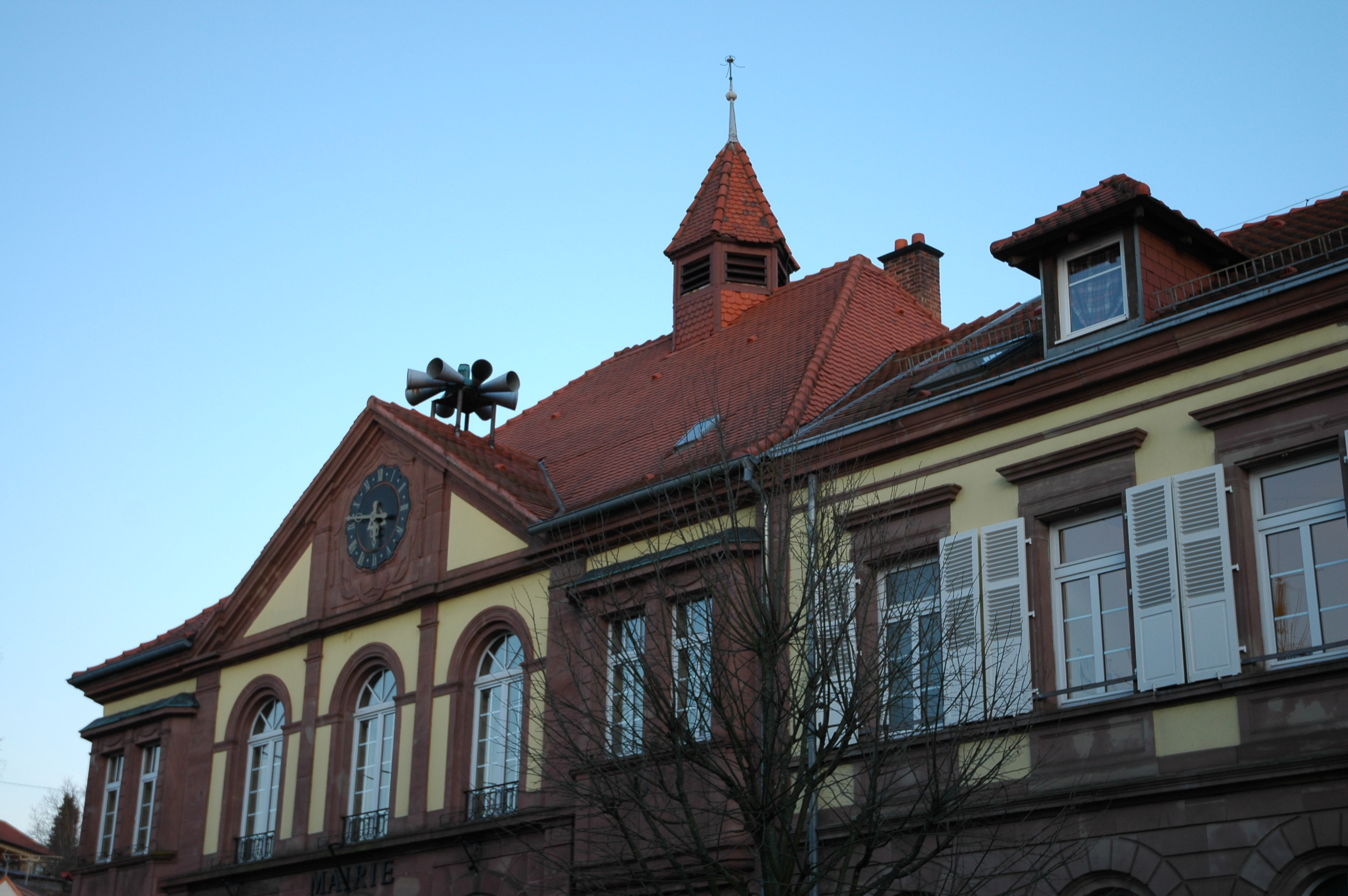
Mairie (Rathaus)

Die Burg Lützelstein wurde Ende des 12. Jahrhunderts von Graf Hugo, einem Sohn des Grafen Hugo von Blieskastel, errichtet. 1223 mussten Burg und Grafschaft Lützelstein dem Hochstift Straßburg zu Lehen aufgetragen werden. 1403 starb mit Graf Friedrich der letzte Lützelsteiner aus der Hauptlinie aus, was zu langwierigen Erbstreitigkeiten zwischen Friedrichs Onkel Burkhard von Lützelstein und Friedrichs Schwester, die mit Johannes von Leiningen verheiratet war, führte. Aber da sowohl Johann von Leiningen als auch die Söhne Burkhards innerhalb kurzer Zeit und ohne Erben starben, wurde die gesamte Grafschaft 1462 von Kurpfalz, deren Lehenshoheit Johann anerkannt hatte, als erledigtes Lehen eingezogen, so dass Lützelstein von da an unter kurpfälzischer Verwaltung stand.
1553 wurden zwischen den einzelnen Linien des Hauses Wittelsbach die Erb- und Besitzverhältnisse neu geregelt, womit die Grafschaft Lützelstein von Kurpfalz an Pfalz-Zweibrücken überging. Herzog Wolfgang von Pfalz-Zweibrücken überließ Lützelstein 1563/1567 seinem Vetter Georg Johann I. von Pfalz-Veldenz, bei dessen Linie Stadt und Grafschaft bis zum Aussterben der Linie Pfalz-Veldenz 1694 blieben.
Herzog Georg Johann von Pfalz-Veldenz residierte auf Burg Lützelstein und gründete 1570 die Stadt Pfalzburg am besten Vogesenpass, der Zaberner Steige. Schon 1583 musste der hoch verschuldete Georg Johann allerdings das Amt Einarzhausen mit der neuen Stadt Pfalzburg an das Herzogtum Lothringen verkaufen, so dass die Grafschaft Lützelstein fast die Hälfte ihres Territoriums verlor.
Nach dem Tode Georg Johanns 1592 führte zunächst seine Witwe Anna Maria von Schweden, eine Tochter Gustavs I. Wasa von Schweden, die Regentschaft. 1598 teilten sich ihre Söhne die Herrschaft dergestalt, dass der ältere, Georg Gustav (1564–1634), die Veldenzer Anteile und der jüngere, Johann August (1575–1611), Lützelstein erhielt. Da Johann August und sein Bruder und Nachfolger Georg Johann II. ohne Nachkommen starben, fielen alle Landesteile an Georg Gustavs Sohn, Leopold Ludwig von Pfalz-Veldenz-Lützelstein. Da dieser ebenfalls ohne Erben verstarb, fiel Lützelstein 1694 wieder an die Hauptlinie Pfalz-Zweibrücken zurück.
1680 erhob König Ludwig XIV. von Frankreich durch seine Reunionskammern Anspruch auf Lützelstein als französisches Lehen, was durch den Frieden von Rijswijk 1697 bestätigt wurde. Zwar verblieb sie nominell in Hand der Zweibrücker als französisches Lehen, die Burg wurde aber durch den königlichen Festungsbaumeister Vauban zur französischen Festung ausgebaut. 1801 kam Lützelstein zum Département Bas-Rhin des Elsass.
Nach 1815 wurde die Festung wiederum ausgebaut und beherbergte bis 1870 eine französische Garnison. 1872 wurden die Festung geschlossen und die Anlagen teilweise geschleift.

### Bevölkerungsentwicklung
| Jahr      | 1962 | 1968 | 1975 | 1982 | 1990 | 1999 | 2006 | 2012 | 2020 |
| --------- | ---- | ---- | ---- | ---- | ---- | ---- | ---- | ---- | ---- |
| Einwohner | 624  | 637  | 632  | 675  | 623  | 612  | 605  | 629  | 623  |

## Religion
Schon unter der Regierungszeit des Kurfürsten Friedrich II. von der Pfalz sind einzelne evangelische Prediger in Lützelstein belegt, eine offizielle Einführung der Reformation nach lutherischem Bekenntnis geschah allerdings erst 1558 unter Aufsicht des Straßburger Kirchenpräsidenten Johann Marbach. 1559 führte Herzog Wolfgang (als Vormund für den noch minderjährigen Georg Hans) seine eigene, ebenfalls lutherische Kirchenordnung in Lützelstein ein, die mit leichten Veränderungen 1605 noch einmal nachgedruckt wurde.
Durch die Reunionen kam es nach 1680 wieder zu einer offiziellen Zulassung katholischer Gemeinden, wobei bestimmt wurde, dass in Gemeinden mit nur einer Kirche diese von beiden Konfessionen genutzt werden sollte (sog. Simultankirche).

## Sehenswürdigkeiten
- Burg Lützelstein
- Simultankirche Notre-Dame
- Musée du sceau alsacien (Siegel-Museum)
- Musée des Arts et Traditions populaires (Volkskunst- und Traditionsmuseum)

## Persönlichkeiten
- Eduard Meyer (1874–nach 1918), in Lützelstein geborener Notar und Mitglied des Landtags des Reichslandes Elsaß-Lothringen
- Friedrich Wilhelm von Bodungen (1879–1943), deutscher Politiker und Agrarfunktionär
- Georg Beutner (1886–1945), Präsident des Landgerichts Saarbrücken
- René Char (1907–1988), Dichter, war im Zweiten Weltkrieg hier stationiert und schrieb einige seiner Werke hier.[1]